# Canavalia raiateensis
Canavalia raiateensis là một loài thực vật có hoa trong họ Đậu. Loài này được J.W.Moore miêu tả khoa học đầu tiên.